# Zeslandentoernooi 2004 (mannen)
Het Zeslandentoernooi voor mannen van de Rugby Union in 2004 werd gespeeld tussen 14 februari en 27 maart. Winnaar werd Frankrijk, dat al zijn wedstrijden wist te winnen (de achtste grand slam van Frankrijk).
Doordat Ierland alleen van Frankrijk verloor, wonnen ze de Triple Crown en de Millennium Trophy.
Winnaar van de Calcutta Cup werd Engeland, door met 13-35 van Schotland te winnen.

## Deelnemers
De zes vaste deelnemers speelden hun thuisduels in de volgende stadions.
| Land      | Stadion            | Plaats      | capaciteit |
| --------- | ------------------ | ----------- | ---------- |
| Frankrijk | Stade de France    | Saint-Denis | 80.000     |
| Wales     | Millennium Stadium | Cardiff     | 75.500     |
| Engeland  | Twickenham         | Londen      | 75.000     |
| Schotland | Murrayfield        | Edinburgh   | 67.500     |
| Ierland   | Lansdowne Road     | Dublin      | 49.000     |
| Italië    | Stadio Flaminio    | Rome        | 25.000     |

## Eindstand
| Land      | Wed | Win | Gel | Ver | Saldo     | +/−  | Ptn |
| --------- | --- | --- | --- | --- | --------- | ---- | --- |
| Frankrijk | 5   | 5   | 0   | 0   | 144 - 060 | 84   | 10  |
| Ierland   | 5   | 4   | 0   | 1   | 128 - 082 | 46   | 8   |
| Engeland  | 5   | 3   | 0   | 2   | 150 - 086 | 64   | 6   |
| Wales     | 5   | 2   | 0   | 3   | 125 - 116 | 9    | 4   |
| Italië    | 5   | 1   | 0   | 4   | 042 - 152 | -110 | 2   |
| Schotland | 5   | 0   | 0   | 5   | 053 - 146 | -93  | 0   |

## Uitslagen
De vermelde tijden zijn allemaal lokale tijden.

### Eerste speelronde
| Datum                   | Wedstrijd           | Uitslag |
| ----------------------- | ------------------- | ------- |
| 14 februari 2004, 15:00 | Frankrijk - Ierland | 35 - 17 |
| 14 februari 2004, 16:00 | Wales - Schotland   | 23 - 10 |
| 15 februari 2004, 16:00 | Italië - Engeland   | 09 - 50 |

### Tweede speelronde
| Datum                   | Wedstrijd            | Uitslag |
| ----------------------- | -------------------- | ------- |
| 21 februari 2004, 14:00 | Frankrijk - Italië   | 25 - 0  |
| 21 februari 2004, 17:30 | Schotland - Engeland | 13 - 35 |
| 22 februari 2004, 15:00 | Ierland - Wales      | 36 - 15 |

### Derde speelronde

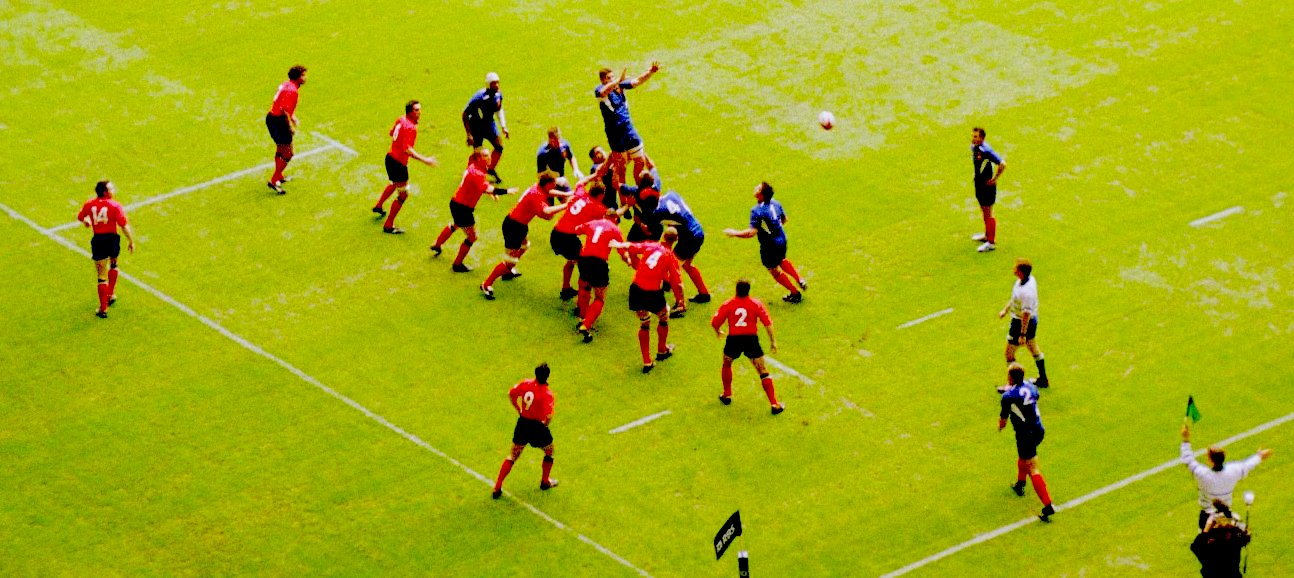
Een line-out tijdens de wedstrijd Wales - Frankrijk.

| Datum               | Wedstrijd          | Uitslag |
| ------------------- | ------------------ | ------- |
| 6 maart 2004, 14:30 | Italië - Schotland | 20 - 14 |
| 6 maart 2004, 16:00 | Engeland - Ierland | 13 - 19 |
| 7 maart 2004, 15:00 | Wales - Frankrijk  | 22 - 29 |

### Vierde speelronde

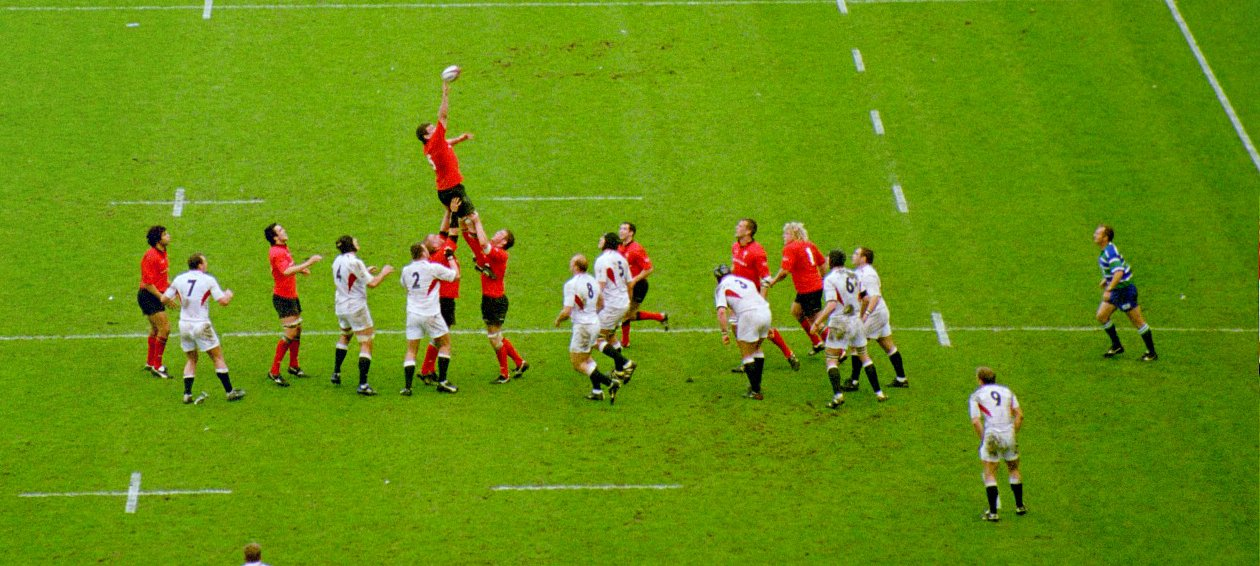
Wales wint een line-out van Engeland.

| Datum                | Wedstrijd             | Uitslag |
| -------------------- | --------------------- | ------- |
| 20 maart 2004, 13:30 | Ierland - Italië      | 19 - 03 |
| 20 maart 2004, 16:00 | Engeland - Wales      | 31 - 21 |
| 21 maart 2004, 15:00 | Schotland - Frankrijk | 00 - 31 |

### Vijfde speelronde
| Datum                | Wedstrijd            | Uitslag |
| -------------------- | -------------------- | ------- |
| 27 maart 2004, 14:00 | Wales - Italië       | 44 - 10 |
| 27 maart 2004, 16:00 | Ierland - Schotland  | 37 - 16 |
| 27 maart 2004, 21:00 | Frankrijk - Engeland | 24 - 21 |